# St. Elmo
St. Elmo é um filme mudo britânico de 1923, do gênero drama, dirigido por Rex Wilson e estrelado por Shayle Gardner, Gabrielle Gilroy e Madge Tree. Foi uma adaptação do romance homônimo de Augusta Jane Evans.

## Elenco
- Shayle Gardner - St. Elmo Murray
- Gabrielle Gilroy - Agnes Powell
- Madge Tree - Sra. Murray
- Harding Thomas - Reverend Hammond